# El sopar és a les vuit
El sopar és a les vuit (títol original: Dinner at Eight) és una pel·lícula estatunidenca dirigida per George Cukor, estrenada el 1933. Està doblada al català.

## Argument
Millicent Jordan posa tot el seu temps i la seva energia a organitzar un sopar en honor de Lord i Lady Ferncliffe, sense preocupar-se pels problemes del seu marit Olivier Jordan i la seva empresa marinera a la vora de la fallida. Se segueixen així els preparatius del sopar i la galeria de personatges pintorescos convidats a la vesprada: l'antiga actriu Carlotta Vance, tocada financerament, busca vendre les seves accions; Dan Packard, arribista home de negocis, vol acaparar l'empresa d'Olivier Jordan; la seva dona, Kitty, una extravertida llaminera de xocolata, espera el seu metge, que també és el seu amant; Larry Renault, enamorat de la filla dels Jordan i actor ... El sopar es presenta ple de crisis.

## Repartiment
- Marie Dressler: Carlotta Vance
- John Barrymore: Larry Renault
- Wallace Beery: Dan Packard
- Jean Harlow: Kitty Packard
- Lionel Barrymore: Oliver Jordan
- Lee Tracy: Max Kane
- Edmund Lowe: Wayne Talbot
- Billie Burke: Millicent Jordan
- Madge Evans: Paula Jordan
- Jean Hersholt: Jo Stengel
- Karen Morley: Lucy Talbot
- May Robson: Mrs. Wendel
- Louise Closser Hale: Hattie Loomis
- Grant Mitchell: Ed Loomis

## Producció
El sopar és a les vuit  va tenir èxit a la taquilla. Segons els registres de MGM, la pel·lícula va obtenir 1.398.000 dòlars als Estats Units i Canadà i 758.000 dòlars en altres llocs. El pressupost fou de 435.000 dòlars i guanyà 2.156.000 dòlars.